# Криптон-85
Криптон-85 (85Kr) — радиоизотоп криптона, радиоактивный благородный газ.

## Нахождение и получение
Этот изотоп криптона в природе существует в незначительных количествах: он образуется при взаимодействии частиц космических лучей с ядрами стабильного криптона-84. Намного больше криптона-85 образуется в искусственных ядерных реакциях: в основном из урана-235 в ядерных реакторах. Ядро урана-235 при спонтанном или вынужденном делении обычно расщепляется на два тяжёлых фрагмента (с массовыми числами от 90 до 140) и 2-3 нейтрона. При распаде 1000 ядер урана-235 выделяется около трёх атомов криптона-85. Это около 20 % от всех образовавшихся при делении урана ядер 85Kr. Остальные ядра оказываются в короткоживущем возбуждённом состоянии, из которого не переходят в долгоживущий изомер криптона, а сразу распадаются в рубидий-85.

## Ядерные свойства
Ядро атома криптона-85 испытывает спонтанный электронный β-распад:
{\displaystyle {}_{36}^{85}{\textrm {Kr}}\rightarrow {}_{37}^{85}{\textrm {Rb}}~~+~~{\textrm {e}}^{-}~~+~~{\bar {\nu }}_{e}.}
В процессе этого распада образуется нерадиоактивный (стабильный) рубидий-85.
Период полураспада составляет 10,756 лет, энергия распада 687 кэВ. В 99,57 % распадов ядра криптона-85 выделившаяся энергия передаётся образовавшимся бета-частице (максимально 687 кэВ, в среднем 251 кэВ), ядру рубидия-85 и нейтрино, а гамма-излучение не образуется. В 0,43 % распадов излучается гамма-квант с энергией 514 кэВ и бета-частица с энергией до 173 кэВ. Возможны и другие каналы  спонтанного распада с излучением гамма-квантов меньших энергий, но их вероятность крайне мала.

## Криптон-85 в окружающей среде
Около 5 МКи криптона-85 было выброшено в атмосферу Земли с 1945 по 1962 год при ядерных испытаниях. При аварии на Три-Майл-Айленд в 1979 году к ним добавилось ещё 50 кКи, а при аварии на ЧАЭС в 1986-м — 5 МКи По данным «Human Health Fact Sheet», средняя удельная активность криптона-85 в воздухе достигла пика примерно в 1970 году; тогда она составляла около 10 пКи/м3 (0,4 Бк/м3), а затем стала плавно снижаться, так как при относительно коротком (около 11 лет) периоде полураспада этого радиоизотопа он достаточно быстро превращается в стабильный рубидий-85, а поступление нового криптона-85 значительно сократилось по причине запрещения ядерных испытаний в атмосфере и сокращения производства плутония.
При получении плутония и разделении его изотопов образуется значительное количество криптона-85. Поэтому внезапное локальное повышение концентрации этого радиоизотопа в воздухе является признаком возможного нелегального производства плутония.
Большая АЭС производит за год около 300 кКи криптона-85. Большая его часть остаётся в составе отработавшего ядерного топлива и попадает в атмосферу уже потом, в процессе его переработки. Но возможно и улавливание этого радиоактивного инертного газа для хранения и использования.
По радиотоксичности, 440 Бк криптона-85 равнозначны 1 Бк радона-222 (без
учёта радиоактивности цепочки продуктов распада радона).

## Применение
Криптон-85 применяется в мощных газоразрядных лампах, используемых в кинопроекторах: ионизирующее излучение облегчает зажигание электрического разряда. Также встречается в неоновых лампах и в неоновых лампах стартеров для люминесцентных ламп, однако активность на один такой стартер неопасна - обычно не более 1 КБк. Криптон-85 дёшев и в случае сохранности герметичности газоразрядных приборов абсолютно радиационно-безопасен, поэтому в своё время широко применялся в этой области.
В герметичных разрядниках систем зажигания некоторых старых моделей реактивных и турбореактивных двигателей содержится незначительное количество криптона-85, который помогает поддерживать постоянный уровень ионизации.
Ещё одно применение радиоактивного криптона — в газоразрядных стабилизаторах напряжения с холодным катодом, в частности, типа 5651.
Криптон-85 используется для технической диагностики авиационных деталей: он помогает обнаруживать микроскопические дефекты. Этот газ хорошо проникает в малые трещины, остаётся там, и затем может быть обнаружен методами авторадиографии. Такой метод обнаружения дефектов получил название «визуализация проникшего криптона» (англ. krypton gas penetrant imaging). Он позволяет обнаружить более мелкие трещинки, чем другие применяемые для того же методы — метод цветной дефектоскопии и люминесцентный контроль (англ. fluorescent penetrant inspection).